# Happy New Century
Happy New Century (en noruec: Godt nytt århundre) va ser la contribució de Noruega al Festival de Montreux de 1983. Fou dirigit per Jo Vestly que el va posar en marxa gràcies a una idea de Harald Tusberg, amb material complementari d'Øivind Blunck, Andreas Diesen, Anders Hatlo, Erik Søby, Jo Vestly i Sven Wickman. Té una duració de 44 minuts i es va emetre per la NRK el 30 d'abril de 1983.

## Argument
Segons el lloc web de NRK, l'acció esdevenia a la nit de Cap d'Any 2000 amb l'antiheroi Roy com a personatge principal.

## Repartiment
- Øivind Blunck - Roy[1][2]
- Anders Hatlo - Max[1][2]
- Brit Elisabeth Haagensli - Esposa de Max[1][2]

## Altres col·laboradors
- Iselin Alme[2]
- Turid Balke[1][2]
- Mari Bjørgan[1][2]
- Terje Bjørkvold[2]
- Giuseppe Chiarello[2]
- Unni Christiansen[2]
- Margaret Ellefsen[2]
- Leo di Girolamo[2]
- Kari Gjærum[2]
- Drude Haga[2]
- Turid Holtmoen[2]
- Marit Kolbræk[2]
- Sossen Krohg[2]
- Elsa Lystad[2]
- Teddy Nelson[2]
- Lella Nilssen[2]
- Elna Hallenberg Næss[2]
- Sverre Anker Ousdal[2]
- Finn Schau[2]
- Øistein Selenius[2]
- Per Arne Skar[2]
- Torhild Strand[2]
- Lester Whittaker[2]
- Gard Øyen[2]

## Equip
- Idea: Harald Tusberg[1]
- Material addicional: Øivind Blunck, Andreas Diesen, Anders Hatlo, Erik Søby, Jo Vestly i Sven Wickman[2]
- Gravació musical: Øystein Storm-Johannsen, Morten Hermansen[2]
- Efectes de so: Brynjulf Blix[2]
- Animació: Anna Tystad Aronsen[2]
- Attrezzo: Leif Arild Eriksen[2]
- Efectes especials: per fosc[2]
- Escultura de Thor Sandberg[2]
- Dissenyador de vestuari: Ivar Karlsen[2]
- Maquillatge: Kari Hermansen[2]
- Primer càmera: Terje Onstad[2]
- Edició de vídeo: Øian Trond[2]
- Mescla de so: Tom Erik Andresen[2]
- Responsable tècnic: Per Steffensen[2]
- Director de producció: Nils O. Ween[2]
- Música composta per Øivind Westby i Brynjulf Blix[2]
- Dirigit per Øivind Westby i Egil Monn-Iversen[2]
- Coreografia: Peter Berg[2]
- Dissenyador: Sven Wickman[2]
- Codirector: Anders Hatlo[2]
- Director: Jo Vestly[1][2]